# Strada statale 92 (Polonia)
La strada statale 92 (sigla DK 92, in polacco droga krajowa 92) è una strada statale polacca che attraversa il Paese da Błonie a Mory.